# Lupinus albert-smithianus
Lupinus albert-smithianus är en ärtväxtart som beskrevs av Charles Piper Smith. Lupinus albert-smithianus ingår i släktet lupiner, och familjen ärtväxter. Inga underarter finns listade i Catalogue of Life.